# Eosentomon carolinae
Eosentomon carolinae är en urinsektsart som beskrevs av Allen 2007. Eosentomon carolinae ingår i släktet Eosentomon och familjen trakétrevfotingar. Inga underarter finns listade i Catalogue of Life.